# アレクシ・ロレ
アレクシ・ロレ（Alexis Loret、1975年1月10日 - ）は、フランスの俳優。

## 出演作品
- ＵＶ -プールサイド-
- マリアージュ
- ブロセリアンドの魔物（トマ）
- フューチャー・ゲーム（リュック）
- 溺れゆく女（マルタン）